# Friedrich von Stade
Friedrich von Stade (* unbekannt; † 13. April 1135) gelang es, aus dem Stand eines unfreien Ministerialen zum freien Grafen von Stade aufzusteigen.
Friedrich gehört zur Nachkommenschaft einer adeligen Engländerin, die mit ihren drei Töchtern nach der Schlacht bei Hastings 1066 die Flucht ergriffen hatte und an der Küste der Grafschaft Stade Schiffbruch erlitt. Nach damaligen Strandrecht fielen sie dem Grafen von Stade Udo II. als Eigentum zu, der die vier Frauen mit Ministerialen seines Hofes verheiratete. Friedrich lässt sich ab etwa 1095 nachweisen, frühere Nennungen, die sich auf einen Vogt des Erzstifts Bremen beziehen, sind nicht Friedrich von Stade zuzuordnen. Von Lothar Udo III., der sich auf sein Herrschaftsgebiet in der Nordmark konzentrierte, wurde er 1095 mit der Verwaltung der gesamten Grafschaft Stade beauftragt. Als Lothar Udo III. 1106 starb, hinterließ er einen Sohn, den erst vierjährigen Heinrich IV. Für diesen übernahm dessen Onkel Rudolph I. die Vormundschaft, der Friedrich in der Position des Vizegrafen der Grafschaft Stade beließ.
Um 1110 versuchte Friedrich gegen die Zahlung von 40 Mark Gold bei Kaiser Heinrich V. die Anerkennung als Freier zu erlangen. Dieses suchten Rudolph I. und der Herzog von Sachsen Lothar von Süpplingenburg zu verhindern, indem sie Friedrich beim Kaiser wegen Überschreitung seiner Befugnisse anzeigten. Erzbischof Friedrich I. von Bremen nahm Friedrich außerdem für die Bremer Kirche als Hörigen in Anspruch. Auf dem Weg zum Urteilsspruch des Kaisers wurde Friedrich 1111 von Rudolph I. gefangen genommen und bis 1112 in Salzwedel festgesetzt. Der Kaiser griff in den Streit ein, befreite Friedrich, enthob Rudolph I. und Lothar von Süpplingenburg kurzzeitig ihrer Ämter und setzte den Ministerialen wieder als Grafen von Stade ein. Da nach der Niederlage bei der Schlacht am Welfesholz keine weitere Rückendeckung vom Kaiser zu erwarten war, verbündete sich Friedrich nun mit Lothar von Süpplingenburg. Der Herzog unterstützte Friedrich, unter anderem durch den Bau der Burg Vörde. Außerdem konnte Friedrich sich mit dem Erzbischof ausgleichen. 1123 zogen Rudolph I. und Heinrich IV. gemeinsam gegen Stade und Friedrich musste fliehen. Nach dem Tod Rudolphs I. 1124 hatte Friedrich die Grafschaft Stade allerdings für sich gesichert, Heinrich IV. war hier faktisch machtlos. Als Lothar von Süpplingenburg 1125 König wurde, erhielt Friedrich seine lange angestrebte Freiheit. Nach dem Tod Heinrichs II. 1128 wurde er offiziell von Erzbischof Adalbero von Bremen mit der Grafschaft Stade belehnt.
Nach dem Tod Friedrichs 1135 fiel die Grafschaft Stade wieder an die Udonen. Friedrich wurde im Kloster Harsefeld neben den anderen Grafen von Stade beigesetzt.